# Assassinato de Juan José Torres
O assassinato de Juan José Torres — ditador boliviano entre 1970 e 1971, instalado na Argentina após sua deposição por um golpe de Estado que acabou colocando Hugo Banzer no poder — foi perpetrado em junho de 1976 no âmbito do Plan Cóndor.

## Antecedentes
Autodefinido, após assumir a presidência, como "nacionalista e revolucionário", o general Juan José Torres - que chegou ao poder após uma revolta popular - realizou políticas nacionalizantes e anti-imperialistas como chefe de Estado (como a nacionalização da  Mina Matilde) recuperando para o Estado boliviano recursos minerais e hidrocarbonetos de alto valor estratégico.  Após o golpe de agosto de 1971, Torres se exilou no Peru, no Chile, e —finalmente— na Argentina, estabelecendo-se em Buenos Aires. Apesar de ter sido advertido de que corria perigo, Torres duvidou que Banzer fosse persegui-lo, chegando a declarar ao seu antigo subsecretário de Justiça: «Banzer não vai se meter comigo. Não sou comunista nem sou de direita. Sou cem por cento nacionalista [...]». No entanto, o fato é que em maio de 1976 o próprio Joaquín Zenteno Anaya, responsável pela captura de Che Guevara em 1967, então embaixador em Paris, mas opositor de Banzer e favorável a Torres, seria assassinado por elementos ligados ao terrorista neofascista Stefano Delle Chiaie.

## Desaparecimento e assassinato
Em 1 de junho de 1976, Juan José Torres deixou sua casa em Buenos Aires - onde vivia na condição de refugiado - disposto a ir ao cabeleireiro, porém jamais chegou lá pois acabou sendo sequestrado. Seu cadáver seria encontrado em 2 de junho de 1976 sob uma ponte em San Andrés de Giles, a 120 quilômetros de Buenos Aires, com os olhos vendados, um tiro na cabeça e dois no pescoço.
De acordo com uma investigação realizada por Martín Sivak, estiveram envolvidos na conspiração Hugo Banzer, Eduardo Banzer Ojopi, Raúl Tijerina Barrientos e Carlos Mena Burgos. Por outro lado, o agente duplo da Agência Central de Inteligência e da Dirección de Inteligencia Nacional Michael Townley também reivindicaria posteriormente sua participação no assassinato. Depois que o governo boliviano sob Banzer se recusou a aceitar que ele fosse enterrado no país andino, os restos mortais de Juan José Torres foram transferidos para o México e sepultados no Panteón Civil de Dolores. Sete anos depois, em 1983, seus restos mortais foram repatriados para La Paz.